# Rosora
Rosora és un comune (municipi) de la província d'Ancona, a la regió italiana de les Marques, situat a uns 40 quilòmetres al sud-oest d'Ancona. A 1 de gener de 2019 la seva població era de 1.950 habitants.
Rosora limita amb els següents municipis: Arcevia, Castelplanio, Cupramontana, Maiolati Spontini, Mergo, Montecarotto i Poggio San Marcello.

## Història
Els orígens de Rosora estan relacionats amb els llombards, que van construir aquí un castrum (castell), probablement sobre una estructura romana preexistent. A l'edat mitjana era una comuna, més tard annexada a la de Jesi. Va estar sota els Estats papals fins al 1860, quan va passar a formar part del Regne d'Itàlia.

## Llocs d'interès
- Castell, amb una torre del segle xv, part de les muralles i dels túnels de l'edifici primitiu.